# Love (beeld)
LOVE is een beeld van cortenstaal uit 1970 van de Amerikaanse kunstenaar Robert Indiana. De voorstelling wordt gevormd door de letters 'LO' gestapeld op de letters 'VE' en vormt een wereldwijd herkend icoon uit de tijd van de popart. 
Het beeld staat sinds 1975 opgesteld voor het Indianapolis Museum of Art in Indianapolis als een ruimtelijke uitwerking van Indiana's bekende ontwerp uit 1964. Wereldwijd zijn uitvoeringen in verschillende kleuren en talen te zien in de openbare ruimte en bij musea. 
Het oorspronkelijke ontwerp werd gemaakt als kerstkaart voor een museum. De vorm van de letters doet denken aan de sjablonen die gebruikt werden om kisten te beletteren. De draaiing van de letter 'O' berust op een gedateerde typografische traditie. 

## Afbeeldingen

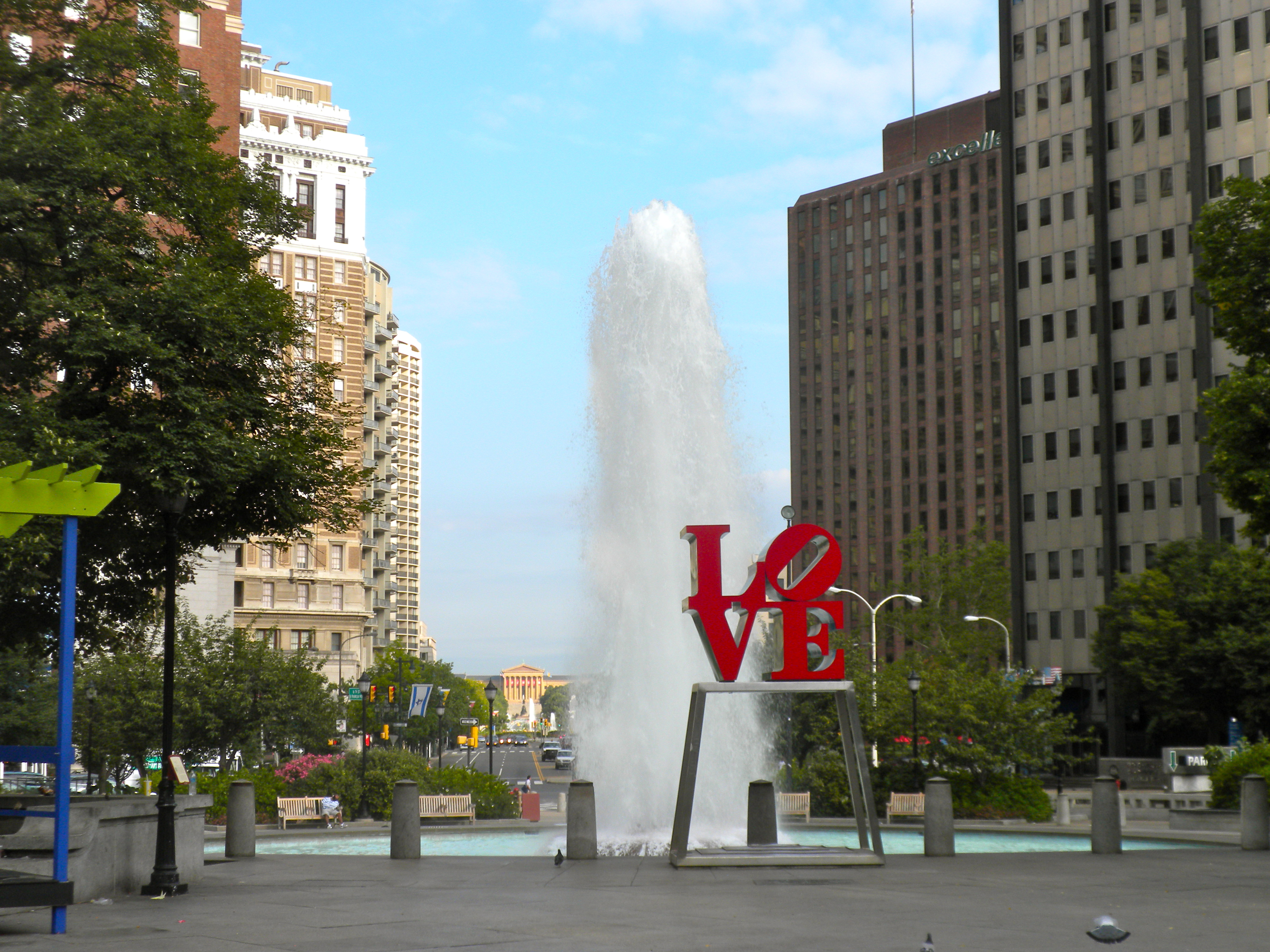
Philadelphia Museum of Art
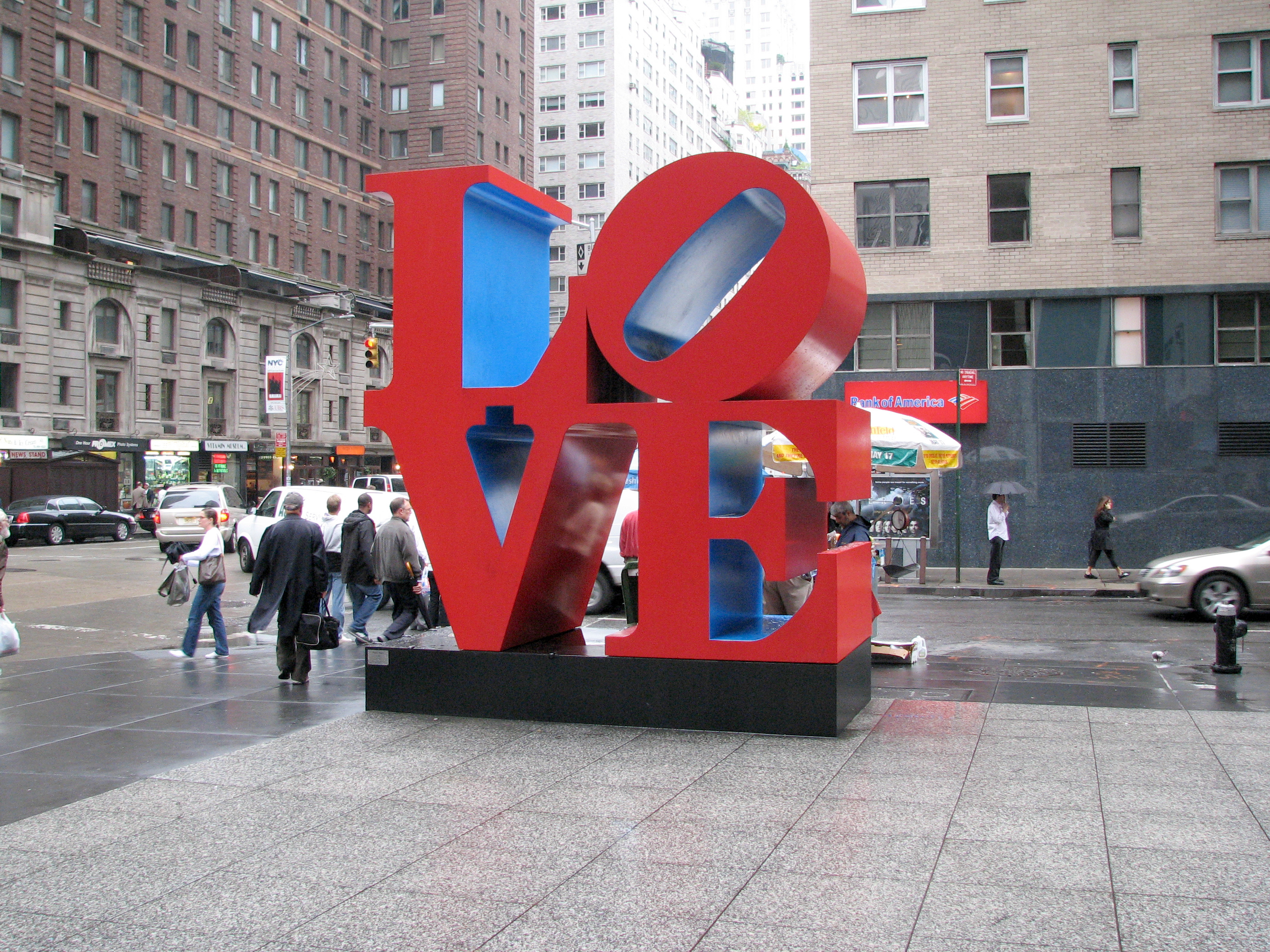
6th Avenue, New York
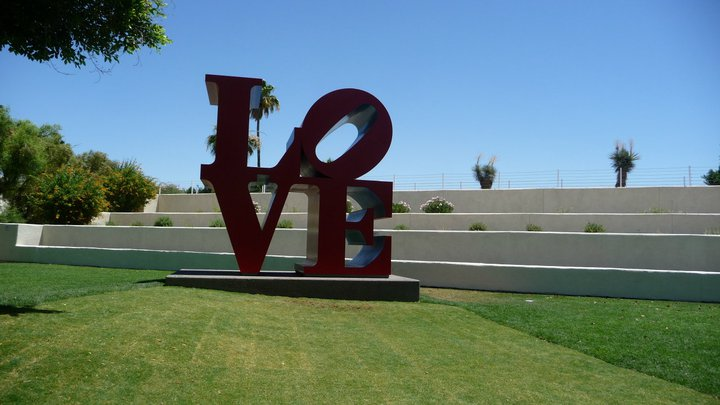
Scottsdale (Arizona)
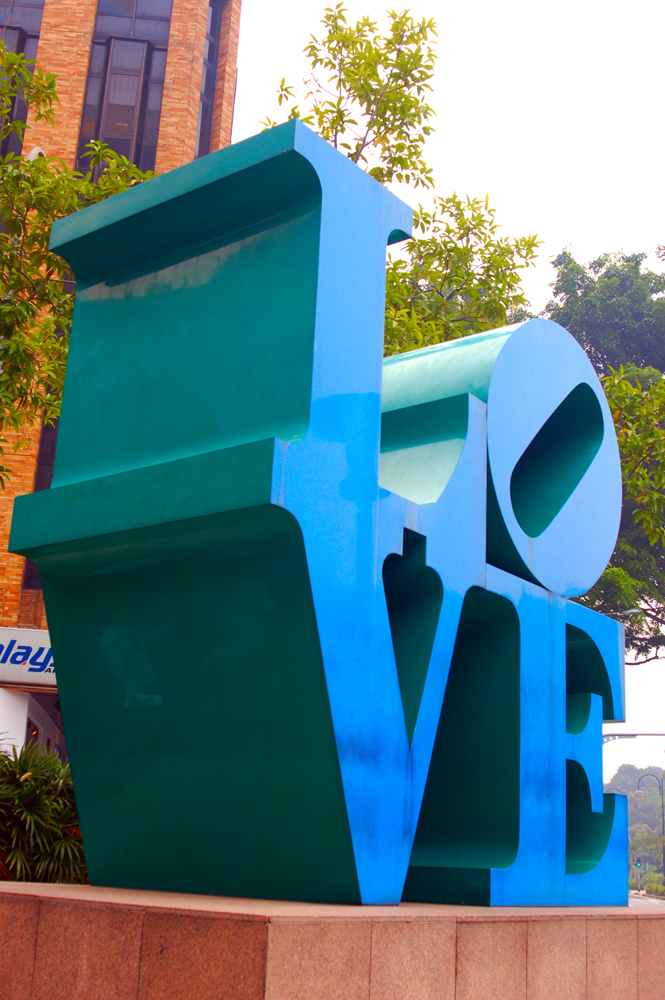
Singapore
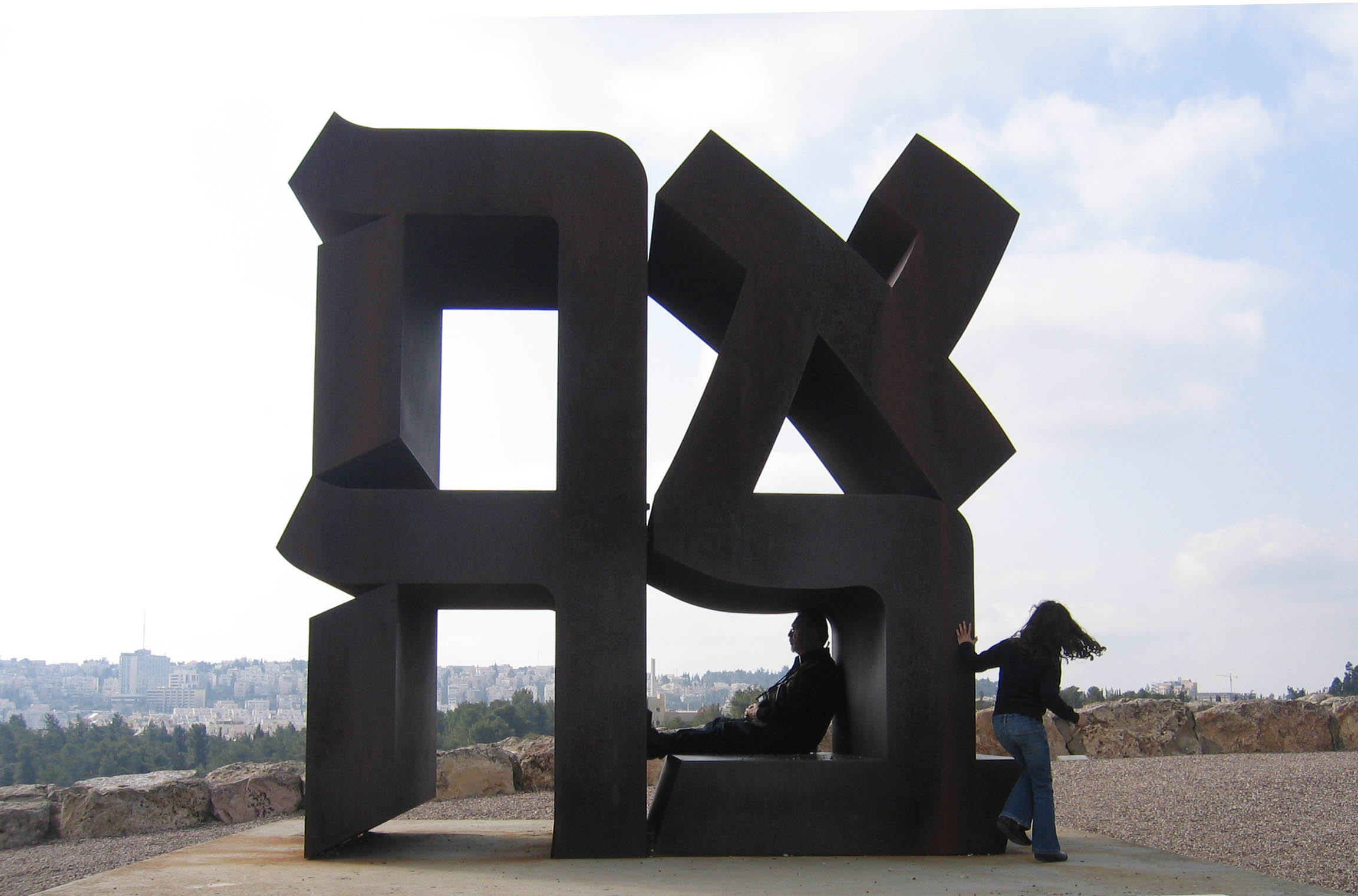
Ahava, Israel Museum, Jerusalem

## Variaties
- Een variatie op het thema vormt het ontwerp HOPE, dat Indiana maakte voor de verkiezingscampagne van Barack Obama.